# Sennen Corrà
Sennen Corrà (Salizzole, 22 dicembre 1924 – Pordenone, 25 aprile 2005) è stato un vescovo cattolico italiano.

## Biografia
Nato a Salizzole il 22 dicembre 1924, ultimo di sei figli, il 7 giugno 1945, ricevuto l'accolitato, apprese la notizia della tragica scomparsa dei fratelli Flavio e Gedeone nel lager di Flossenbürg.
Il 29 giugno 1947 venne ordinato sacerdote.
Fu professore di Teologia dogmatica presso lo Studio teologico San Zeno e, per un sessennio, direttore del medesimo studio. Fu assistente generale dell'Azione Cattolica diocesana e parroco della parrocchia urbana di San Luca evangelista e della parrocchia della Natività di San Giovanni Battista a Cadidavid.
Nominato vescovo di Chioggia il 1º maggio 1976, il 6 giugno dello stesso anno ricevette l'ordinazione episcopale nella cattedrale di Chioggia dalle mani del vescovo di Verona Giuseppe Carraro.
L'8 settembre 1981 firmò il decreto di erezione della Comunità missionaria di Villaregia.
Nel 1988 celebrò il sinodo diocesano.
Il 19 luglio 1989 venne nominato vescovo di Concordia-Pordenone.
Il 16 settembre 2000, in accoglimento alla sua rinuncia all'ufficio pastorale per raggiunti limiti d'età, assunse, ipso iure, il titolo di vescovo emerito di Concordia-Pordenone.
Il 25 aprile 2005 morì presso la sede pordenonese della Comunità missionaria di Villaregia all'età di 80 anni; il rito esequiale si tenne il 28 aprile nella concattedrale di Pordenone e fu presieduto dal cardinale patriarca di Venezia Angelo Scola.
È sepolto nella tomba dei vescovi nel duomo di Portogruaro.

## Genealogia episcopale
La genealogia episcopale è:
- Cardinale Scipione Rebiba
- Cardinale Giulio Antonio Santori
- Cardinale Girolamo Bernerio, O.P.
- Arcivescovo Galeazzo Sanvitale
- Cardinale Ludovico Ludovisi
- Cardinale Luigi Caetani
- Cardinale Ulderico Carpegna
- Cardinale Paluzzo Paluzzi Altieri degli Albertoni
- Papa Benedetto XIII
- Papa Benedetto XIV
- Papa Clemente XIII
- Cardinale Marcantonio Colonna
- Cardinale Giacinto Sigismondo Gerdil, B.
- Cardinale Giulio Maria della Somaglia
- Cardinale Carlo Odescalchi, S.I.
- Cardinale Costantino Patrizi Naro
- Cardinale Lucido Maria Parocchi
- Cardinale Agostino Gaetano Riboldi
- Vescovo Francesco Ciceri
- Vescovo Ferdinando Rodolfi
- Vescovo Antonio Mantiero
- Vescovo Giuseppe Carraro
- Vescovo Sennen Corrà

## I fratelli Corrà
Il vescovo Sennen aveva altri cinque fratelli, tra cui Flavio (nato a Salizzole il 17 aprile 1917) e Gedeone (nato a Salizzole l'8 settembre 1920). Studenti ad Isola della Scala, completarono gli studi medi inferiori passando poi a Verona al liceo scientifico. Intorno al 1935 compresero la loro vocazione all'apostolato nelle file dell'Azione Cattolica. Entrambi affrontarono diversi sacrifici per poter proseguire gli studi e mentre Flavio si iscrisse all'Università degli Studi di Padova, Gedeone divenne studente all'Università di Bologna. Aderirono alla resistenza ma all'alba del 22 novembre 1944 furono arrestati con altri membri del CLN di Isola della Scala. Il successivo 1º dicembre furono consegnati alle Schutzstaffel e trasferiti a Bolzano. Da lì furono tradotti nel campo di concentramento di Flossenbürg. Dopo giorni di passione e sofferenze, vi trovarono la morte: Flavio il 18 marzo 1945, Gedeone il 1º aprile 1945, giorno di Pasqua. A loro è intitolato l'istituto comprensivo di Isola della Scala e la scuola di Salizzole.